# كوهي كاواتا
كوهي كاواتا (باليابانية: 河田 晃兵) (13 أكتوبر 1987 في أويتا في اليابان – )؛ هو لاعب كرة قدم ياباني سابق كان يلعب كحارس مرمى.

## وصلات خارجية
- كوهي كاواتا على موقع رابطة كرة القدم اليابانية للمحترفين (اليابانية)
- كوهي كاواتا على موقع قاعدة بيانات كرة القدم.إي يو (الإنجليزية)
- كوهي كاواتا على موقع Soccerway.com (الإنجليزية)
- كوهي كاواتا على موقع عالم كرة القدم.نت (الإنجليزية)
- كوهي كاواتا على موقع كووورة